# Garfield (Nova Jérsei)
Garfield é uma cidade localizada no estado americano de Nova Jérsei, no Condado de Bergen.

## Demografia
Segundo o censo americano de 2000, a sua população era de 29.786 habitantes.
Em 2006, foi estimada uma população de 29.644, um decréscimo de 142 (-0.5%).

## Geografia
De acordo com o United States Census Bureau tem uma área de
5,7 km², dos quais 5,5 km² cobertos por terra e 0,2 km² cobertos por água.

## Localidades na vizinhança
O diagrama seguinte representa as localidades num raio de 4 km ao redor de Garfield.